# 小行星1832
小行星1832（1832 Mrkos）是一颗围绕太阳公转的小行星。1969年8月11日，柳德米拉·切爾尼赫在克里米亚发现了此天体。
該小行星以捷克天文學家安東寧·姆爾科斯命名。
这颗小行星的绝对星等为81.96792784574414等。